# پوشان (ایزد)
پوشان (سانسکریت: पूषन्، آوانگاری: Pūṣan) یک خدای خورشیدی هندو در دین ودائی و یکی از آدیتیاها است. او خدای ملاقات است. پوشان وظیفه ازدواج، مسافرت، جاده و غذا دادن به احشام را بر عهده دارد.